# Louis Jensen (musiker)
Louis Jensen, född 14 september 1882 i Köpenhamn, död 4 mars 1955 i Tåstrup, var en dansk cellist. 
Jensen, som var lärjunge till Ernst Høeberg, var medlem av Det Kongelige Kapel i Köpenhamn 1906–12. Under senare år väckte han betydande uppmärksamhet som en framstående solist och kammarmusiker vid konserter, dels i Danmark och i de skandinaviska länderna, dels i Tyskland och inte minst i Storbritannien.